# Theobald von Bec
Theobald von Bec, französisch Thibaut du Bec OSB (* um 1090 in Thierville; † 18. April 1161 in Canterbury) war Erzbischof von Canterbury von 1138 bis 1161. Er war normannischer Abstammung.
Er trat früh in die Benediktiner-Abtei Le Bec ein, wo er 1127 Prior und zehn Jahre später Abt wurde. 1138 setzte ihn König Stephan als Erzbischof von Canterbury in das höchste englische Kirchenamt ein.
Offensichtlich verdankte er diese Berufung seinem sanften Charakter. Als Erzbischof zeigte er eine moderate Führung, die in auffallendem Kontrast zu der seines Rivalen Heinrich von Blois, dem Bischof von Winchester, stand. Während der Kämpfe zwischen König Stephan und Kaiserin Matilda war es Bischof Henry, der für die Privilegien der Kirche kämpfte. Theobald ergriff jedoch Partei für den De-facto-Herrscher Stephan.
König Stephan erkannte im Vertrag von Winchester das Erbrecht Heinrichs an, des Sohns der Kaiserin Mathilde, so dass Theobald 1154 nach dem Tode Stephans Heinrich zum König von England krönte. Theobald wurde daraufhin sein verlässlicher Kanzler, konnte auf Grund seiner anfälligen Gesundheit seinen Einfluss aber nicht vollständig ausüben. Er legte die Interessen der Kirche in die Hände seines Erzdiakons Thomas Becket, den er auch Heinrich als Kanzler empfahl.
Nach Theobalds Tod ernannte Heinrich Becket zum Erzbischof.